# Црква Вазнесења Господњег у Сопоту
Црква Вазнесења Господњег у Сопоту, насељеном месту и седишту општине Сопот, подигнута је 1936. године, припада Епархији шумадијској Српске православне цркве.
Подигнута је "благодарећи дарежљивости и завештању покојног Михајла Јевтовића, јувелира из Београда и других племенитих људи". У унутрашњости цркве је употребљен ропочевски мермер.